# Carlos Nogueira

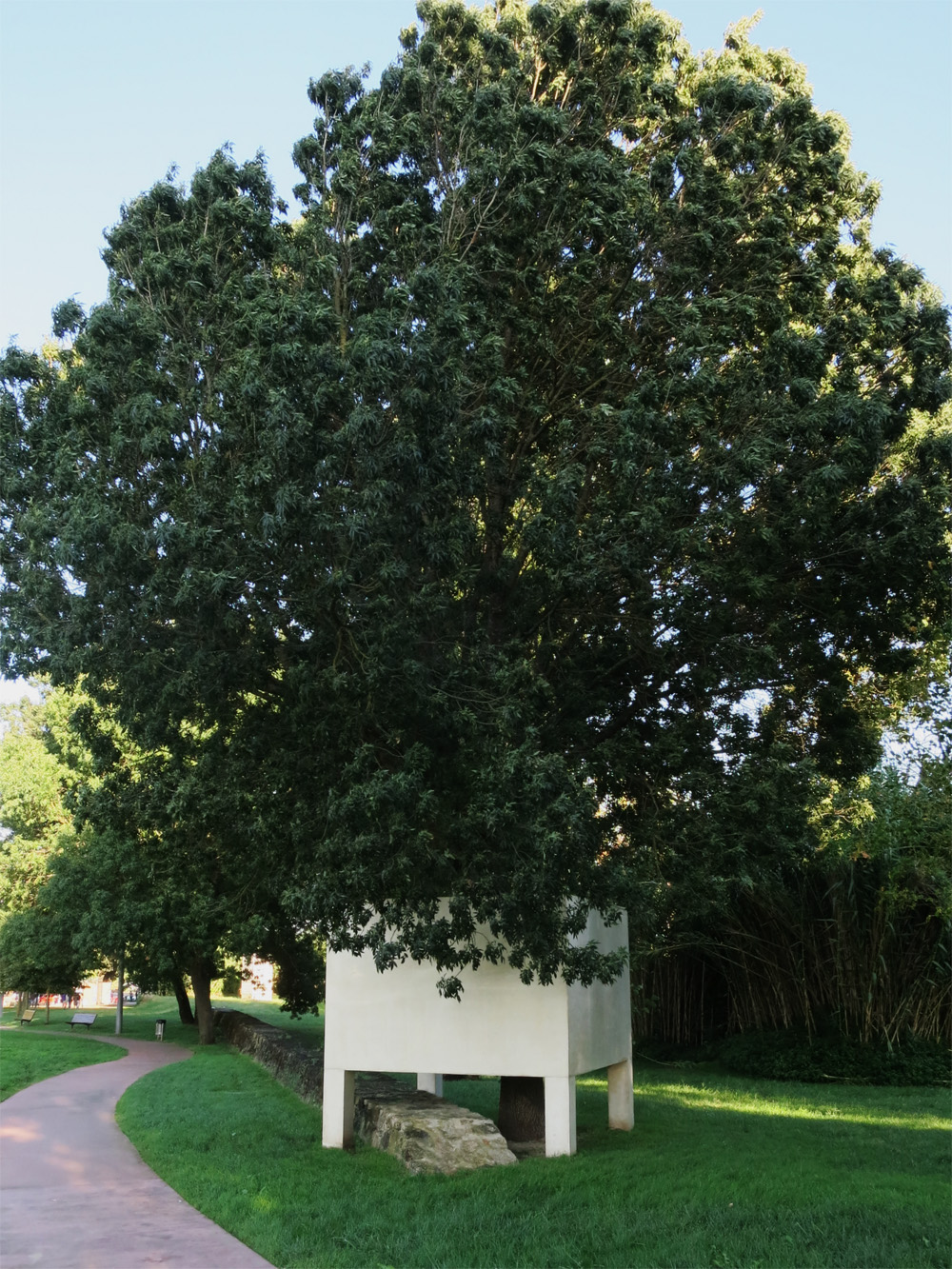
Casa quadrada com árvore dentro, 2012, betão branco, 300 cm; Parque de escultura contemporânea, Vila Nova da Barquinha

Carlos Nogueira (n. Moçambique, 1947) é um artista plástico / escultor português.

## Biografia / Obra

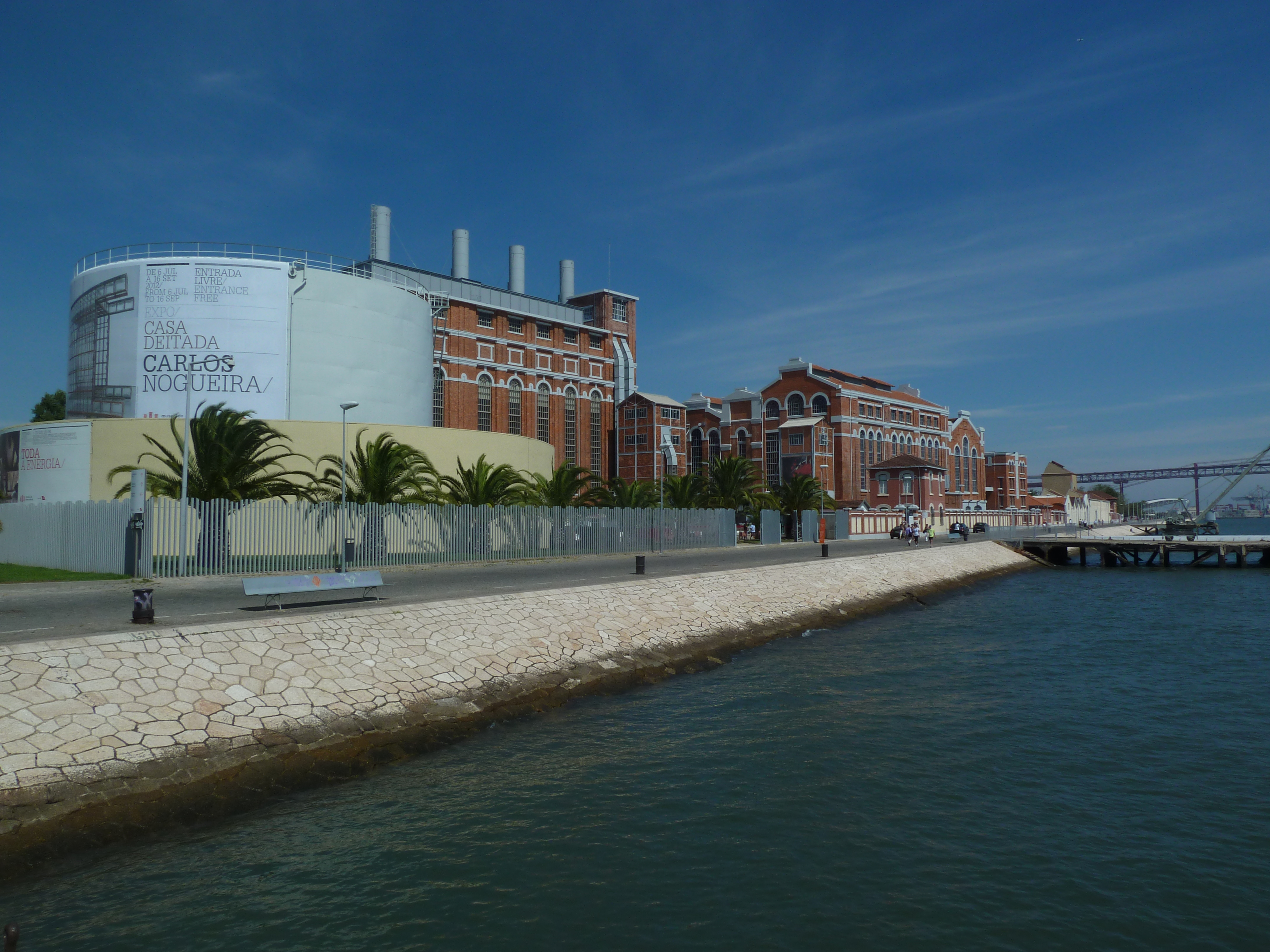
Exposição temporária no Museu da Eletricidade, em Lisboa, setembro de 2012

Estudou na Escola Superior de Belas Artes do Porto (escultura) e diplomou-se na Escola Superior de Belas Artes de Lisboa (pintura). Desde o início a sua obra referência-se a um território multidisciplinar onde cabem não apenas a pintura e escultura mas também as ações performativas e manifestações em que o espectador é chamado a intervir. Marcados pela sensibilidade poética, os seus trabalhos escultóricos articulam temas procurados no mundo natural como a floresta, o rio, a água, o céu, o mar, "estabelecendo como base da sua prática artística a expressão de uma relação simbólica com o mundo. [...] Emblemático do seu trabalho é também o uso de materiais do quotidiano e industriais – o ferro, o aço, o mosaico hidráulico, o vidro –, aos quais confere poder de evocação poética e uma existência que, de lugar para lugar, remete simultaneamente a sua obra para o sentimento de corporalidade e imaterialidade, de peso e leveza, do íntimo e do infinito".
As suas obras fazem parte do acervo de museus como do Centro de Arte Moderna (CAM) da Fundação Calouste Gulbenkian, do  Museu Colecção Berardo, do Museu de Arte Contemporânea (Fundação de Serralves) e outros.
Ensontra-se colaboração da sua autoria na revista Arte Opinião  (1978-1982).

## Algumas obras
- Desenho II (1981)[5]
- Pintura I (1981)[5]
- Pintura II (1981)[5]
- A noite e Branco[5]

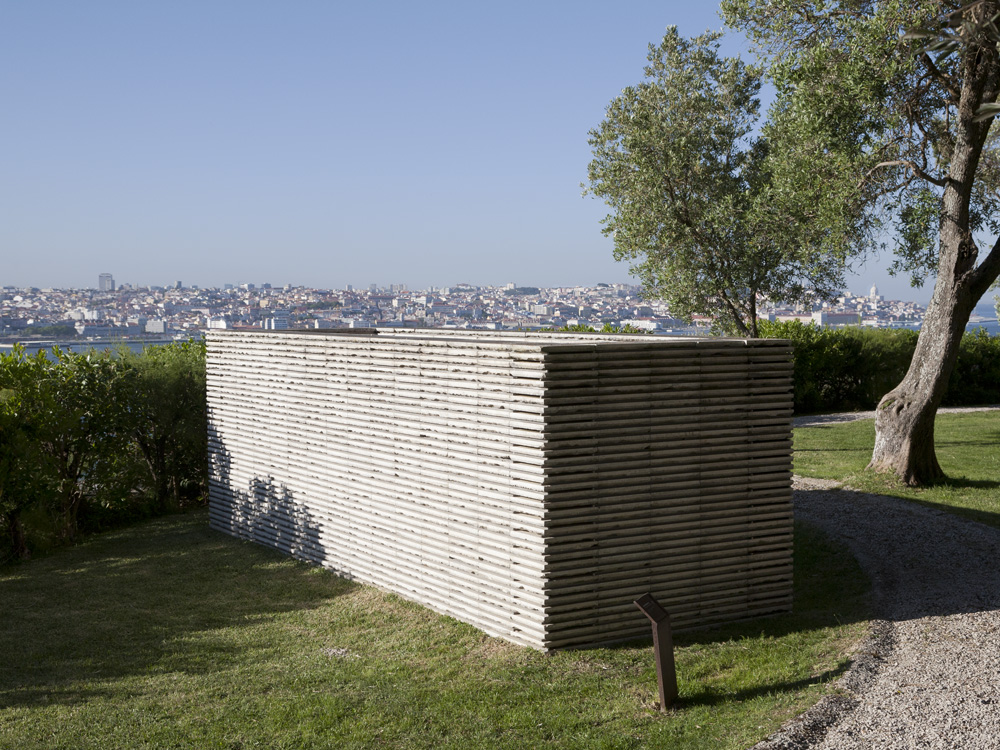
Mais longe e límpido ao longo

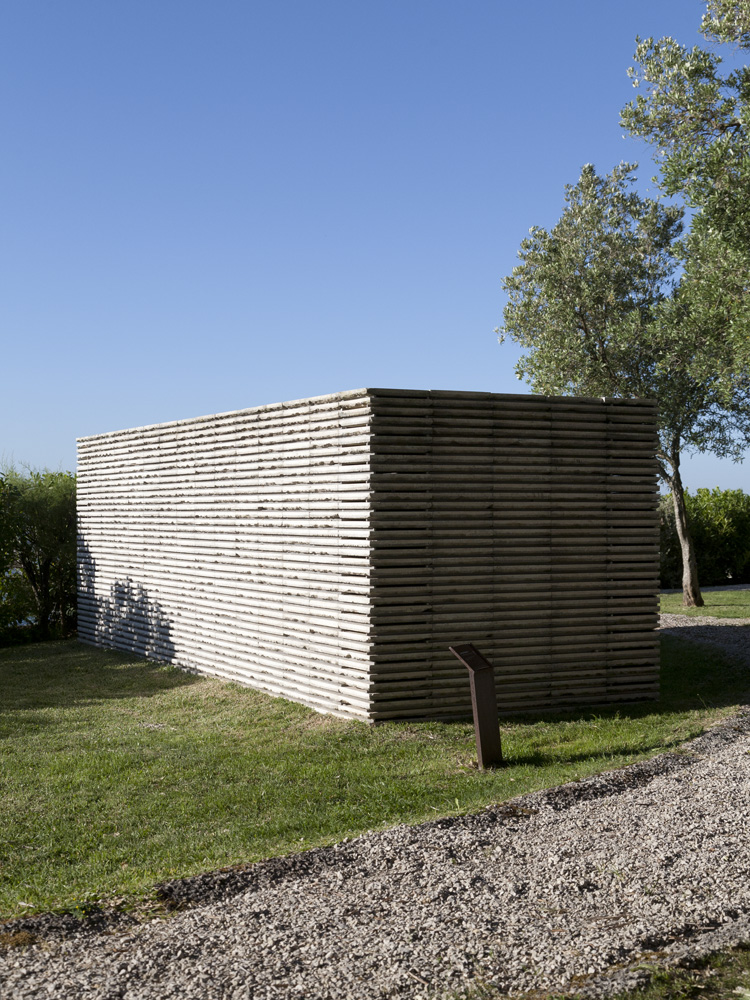
Mais longe e límpido ao longo

- Mais longe e límpido ao longo  (1997 - 2000)[5]: Como uma imensa coluna de ar, aço inox, vidro, mosaico hidráulico, 4515×1506×1434 mm³
- Desenho I (1981)[5]
- Desenho III (1981)[5]
- Desenho IV (1981)[5]
- Construção elíptica com Ueli Krauss (Berna)[1]
- mural no Centro Nuno Belmar da Costa (Oeiras)[1]
- Nem sombra nem vento[7]